# Чекалино (Сызранский район)
Чекалино — село в Сызранском районе Самарской области. Административный центр Сельского поселения Чекалино (Самарская область).

## География
Село расположено на северо-востоке Сызранского района, неподалёку от границы с Шигонским районом. Оно находится на холмистой местности, рядом с селом протекает река Тишерек. Расстояние от Чекалино до райцентра, города Сызрань — 25 километров.
Автодороги
От трассы A151 Сызрань-Ульяновск-Цивильск в Чекалино ведут два асфальтированных подъезда, большая часть улиц села асфальтированы, но всё же встречаются и участки без покрытия. От Чекалино берут начало подъезды до деревень Новосёлки и Бутырки. Первый же подъезд асфальтирован, а подъезд к Бутыркам покрытия не имеет. На обоих подъездах есть мосты через реку Тишерек. Также от Чекалино берёт начало грунтовая дорога к селу Троицкое.

## История
Возникновение Чекалина уходит в глубь времён и сейчас никому неизвестен год возникновения села. Население бывшей деревни Чекалинской находилось во владении господ Пазухиных. По рассказам современников, они относились к своим крепостным крестьянам снисходительней, чем в других барщинах, это засвидетельствовано в повести Н. М. Карамзина «Фрол Силин.»
В начале XX века сельский приход дан Преосвещеннейшим Епископом Гурием. Священником назначен окончивший курс Симбирской духовной семинарии сын чиновника Александр Синебрюхов, а псаломщиком — Иван Харитонов. Главное занятие населения — земледелие, народ трудолюбивый. 1904 год по здешней летописи был богат урожаем. Крестьянская жизнь течёт в довольствии. Для помола зерна на реке Тишерек действовала мельница. Излишки продукции крестьяне продавали на рынках города Сызрани. После прихода Советской власти в селе был образован колхоз «Имени 2-й пятилетки». Его первым председателем стал Матвей Андреев. В 1953 году хозяйства сельского поселения были слиты в один укреплённый колхоз «Победитель». Его председателем стал Алексей Варнаков, но своего экономического процветания он достиг при Алексее Железникове, руководившим с 1957 г. по 1968 г. В эти года колхоз стал миллионером, численность крупно-рогатого скота достигла 1800—2000 голов, уделялось внимание овцеводству и коневодству. После распада СССР колхоз был реорганизован в сельхозартель, в 2000 году хозяйство признано банкротом.

## Население
| 2010 |
| ---- |
| 537  |

## Экономика
В селе расположена пилорама и фермерское хозяйство. Также в селе есть фельдшерский акушерский пункт.

## Культура и образование
В селе расположены клуб, библиотека и школа-девятилетка.

## Транспорт
Ближайшая к Чекалино железнодорожная станция находится в Сызрани. При въезде в село расположена автобусная остановка.

## Спорт
В селе Чекалино имеется собственная футбольная команда, 2 футбольных поля и спортивная площадка, неподалёку от школы.

## Музеи
В селе есть небольшой школьный музей, экспозиция которого состоит из разнообразных находок сельчан и старых выпусков газет.

## Достопримечательности
В селе есть памятник воинам, погибшим в ВОВ.